# Humificering
Når blomster, grene, insekt-rester, fugleklatter osv. lander på jorden, danner de tilsammen et lag af førne. Dette lag er mad, dvs. energikilde, for de nedbrydere, der lever i jorden. Den første del af omsætningen kaldes humificering, og den foregår – i meget grove træk – på denne måde:

## Humificeringsprocessen
1. nedbryderne slår de kemiske bindinger i stykker i førnens organiske stof, som på dette tidspunkt har et meget højt forhold mellem kulstof og kvælstof (ofte et C/N-forhold højere end 100:1)
2. herved får de adgang til den kemiske energi, men udvikler samtidig spildvarme
3. energien er bundet i de kulstofrige forbindelser (sukker, stivelse, fedtstof og protein), og når de bliver ødelagt, fragår kulstoffet som CO2
4. forholdet mellem kulstof og kvælstof ændres af samme grund, så det relative indhold af kvælstof stiger i restførnen og – ikke mindst – i ekskrementer
5. denne proces (1-4) gentages, indtil førnen er omdannet til ukendelighed
6. undervejs har førnen ændret farve fra lyst brun til næsten sort, og konsistensen er gået fra trævlet til klæbrig
7. samtidig er der blevet dannet en række forskellige humussyrer, hvoraf de første var meget lyse og vandopløselige, mens de sidste er mørke og næsten uopløselige
8. til slut ligger restkulstoffet tilbage i form af humus
9. alle de uorganiske stoffer fra førnen er koncentreret op og bundet til humus, og processen er gået i stå ved C/N-forholdet 12:1

Denne oversigt viser processen med hovedvægten på input henholdsvis output af stoffer i processen:

## In- og output i nedbrydning af førne
- Sukker, stivelse, cellulose og andre kulhydrater (ca. 50%) → energi, CO2 og vand samt indbygning i humus
- Lignin (10-40%) → energi, CO2 og vand samt humus
- Aminosyrer, peptider, proteiner og andre N-holdige stoffer (20%) → energi, NH4+, CO2 og vand samt indbygning i humus
- Fedtstoffer, voks og andre lipider → energi, CO2 og vand samt indbygning i humus
- Kalium-, fosfor-, magnesium- og andre mineralholdige forbindelser → salte, frie ioner og indbygning i humus

Af dette kan man se, at den lyse, kun delvist omsatte førne er et mineralfattigt jordforbedringsmiddel, mens den sorte, vel omsatte, er at regne for et gødningsstof med høje eller meget høje indhold af især kalium, magnesium og fosfor.